# Liste der Naturdenkmäler in Eppan
Die Liste der Naturdenkmäler in Eppan (italienisch Appiano) enthält die 13 als Naturdenkmal ausgewiesenen Objekte auf dem Gebiet der Gemeinde Eppan in Südtirol.
Basis ist das im Internet einsehbare offizielle Verzeichnis der Naturdenkmäler in Südtirol (Stand: 23. Januar 2015). Dabei kann es sich um botanische, geologische oder hydrologische Naturdenkmäler handeln. Die Reihenfolge in dieser Liste orientiert sich an der ID, alternativ ist sie auch nach dem Namen sortierbar.

## Liste
| Foto |                 | Name                                                     | Standort                     | Beschreibung |
| ---- | --------------- | -------------------------------------------------------- | ---------------------------- | --- |
| BW   | Datei hochladen | eine Edelkastanie beim Tratterhof ID: 018_G01            | 46° 30′ 48″ N, 11° 12′ 58″ O | Botanisches Naturdenkmal: Kastanie                                                                                                   |
| BW   | Datei hochladen | zwei Weißföhren beim Pfarrhöfl in Perdonig ID: 018_G02   | 46° 29′ 34″ N, 11° 13′ 45″ O | Botanisches Naturdenkmal: Weißföhre                                                                                                  |
| BW   | Datei hochladen | eine Edelkastanie beim Pfarrhöfl in Perdonig ID: 018_G03 | 46° 29′ 34″ N, 11° 13′ 57″ O | Botanisches Naturdenkmal: Kastanie                                                                                                   |
| BW   | Datei hochladen | Efeu beim Hängenden Stein in Unterrain ID: 018_G04       | 46° 30′ 1″ N, 11° 14′ 25″ O  | Botanisches Naturdenkmal: Efeu |
| BW   | Datei hochladen | sieben Zürgelbäume beim Nussbaumerhof ID: 018_G05        | 46° 28′ 45″ N, 11° 15′ 16″ O | Botanisches Naturdenkmal: Zürgelbaum                                                                                                 |
| BW   | Datei hochladen | ein Mammutbaum im Schlosspark Freudenstein ID: 018_G06   | 46° 27′ 45″ N, 11° 14′ 49″ O | Botanisches Naturdenkmal: Mammutbaum                                                                                                 |
| BW   | Datei hochladen | ein Ahorn beim Bad Thurmbach ID: 018_G07                 | 46° 27′ 38″ N, 11° 14′ 55″ O | Botanisches Naturdenkmal: Ahorn |
| BW   | Datei hochladen | ein Mammutbaum beim St. Valentins-Kirchlein ID: 018_G08  | 46° 27′ 34″ N, 11° 14′ 21″ O | Botanisches Naturdenkmal: Mammutbaum                                                                                                 |
| BW   | Datei hochladen | eine Buche in Matschatsch ID: 018_G09                    | 46° 26′ 41″ N, 11° 14′ 10″ O | Botanisches Naturdenkmal: Buche |
| ja   | Datei hochladen | Gleifhügel ID: 018_G10                                   | 46° 27′ 15″ N, 11° 15′ 6″ O  | Geologisches Naturdenkmal: Gletscherschliff aus Quarzporphyr umgeben von einem Flaumeichen-Mannaesche-Wald und seltener Trockenrasen |
| BW   | Datei hochladen | Trockenrasen am Kreuzstein ID: 018_G11                   | 46° 28′ 12″ N, 11° 14′ 43″ O | Botanisches Naturdenkmal: Offene und geschlossene artenreiche Trockenrasenflächen wechseln mit Strauchgruppen und kleinen Wäldchen.  |
| BW   | Datei hochladen | fünf Mammutbäume in Matschatsch ID: 018_G12              | 46° 26′ 19″ N, 11° 14′ 0″ O  | Botanisches Naturdenkmal: Mammutbaum                                                                                                 |
| BW   | Datei hochladen | ein Kirschbaum ID: 018_G13                               | 46° 30′ 3″ N, 11° 16′ 1″ O   | Botanisches Naturdenkmal: 16 m hoher Kirschbaum mit schöner Kronenausbildung                                                         |

| Foto: | Fotografie des Naturdenkmals. Klicken des Fotos erzeugt eine vergrößerte Ansicht. Daneben finden sich zwei Symbole: |
| ID    | Identifikator bei der Abteilung Natur, Landschaft und Raumentwicklung der Südtiroler Landesverwaltung               |